# Żebrak w purpurze
Żebrak w purpurze (ang. If I Were King) – amerykański film z 1938 roku w reżyserii Franka Lloyda.

## Nagrody i nominacje
| Nazwa nagrody | Wygrane            | Nominacje |
| ------------- | ------------------ | --- |
| Oscar         | 1939 bez rezultatu | 1939 Najlepszy aktor drugoplanowy Basil Rathbone Najlepsza muzyka oryginalna Richard Hageman Najlepsza scenografia Hans Dreier oraz John B. Goodman Najlepszy dźwięk Loren L. Ryder Paramount SSD |